# Sari (Stadt)
Sari (masandaranisch und persisch ساری Sāri, DMG Sārī), auch Schahr-i Tadschan, ist die Hauptstadt der iranischen Provinz Mazandaran.

## Geografie
Die Stadt liegt an der Südküste des Kaspischen Meeres. Sie liegt nördlich des Elburs-Gebirges. Die Bevölkerungszahl beträgt knapp 300.000 Einwohner (Berechnungstand 2012), die Stadtfläche 51,61 km². Sie ist die bevölkerungsreichste und die flächengrößte Stadt der Provinz Mazandaran. Der Name der Stadt geht angeblich auf Prinz Sārūya zurück, dessen Vater, Ispahbadh Farruchān I. der Große, im frühen 8. Jahrhundert von Sari aus über Tabaristan herrschte.

## Geschichte

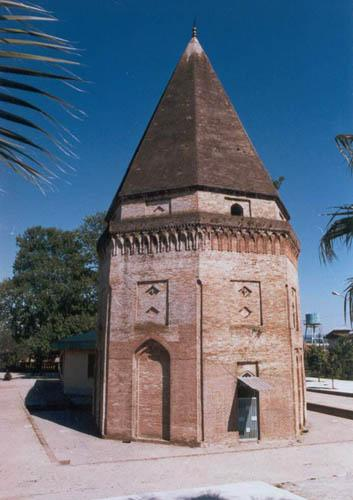
Grab des Imamzade Abbas in Sari (1492 errichtet)

Ausgrabungen in der Hutto-Höhle weisen eine Besiedlung der Gegend seit dem 7. Jahrhundert v. Chr. nach. Der Legende nach wurde die Stadt vom Schāhnāme-Helden Tus-i Naudhar (Tūs, der Sohn von Naudhar) gegründet. Die antiken Griechen kannten die Stadt als Zadrakarta. Zadrakarta wurde später von Alexander dem Großen zerstört. Allerdings ließ er die Stadt unter dem neuen Namen Syrinx neu errichten.
Später, zur Zeit der Sassaniden und deren Vasallendynastie der Dabuyiden, aus der auch Farruchān der Große stammte, wurde die Stadt unter dem Namen Sari Hauptstadt von Tabaristan. Vom 11. bis zum frühen 13. Jahrhundert residierte hier zudem die zweite Linie der Bawandiden-Ispahbadhs.
Nach der Invasion der Mongolen, Usbeken, Türken und Turkmenen verlor die Stadt nach und nach ihre Bedeutung. Schah Abbas I. verleibte Sari in sein Reich ein und gründet nördlich von Sari die Stadt Faraḥābād. Aga Mohammed Khan erklärte dann später Sari zu seiner Hauptstadt. Allerdings wurde die Hauptstadt später nach Teheran verlegt. Unter Reza Schah Pahlavi wurde die Stadt erweitert und modernisiert. Im Zweiten Weltkrieg besetzten die Sowjets die Stadt, räumten sie aber nach dem Krieg wieder.

## Bevölkerung
Die Bevölkerung der Stadt ist gemischt, neben den einheimischen Saris, also Mazandaranern leben hier Perser, Türken, Kurden, Paschtunen und Flüchtlinge aus Afghanistan (gemischte Ethnien) und Turkmenen. Es leben auch einige Deutsche, Russen, Japaner und Araber hier. Zur Zeit der Kadscharen wurden die einzelnen Stadtteile nach den dort wohnenden Ethnien oder ihren Ursprungsgebieten benannt wie Afghoun Mahalleh oder Kurd Mahalleh. Die meisten sprechen den Mazandaranischen Saravi-Dialekt. Neben den oben genannten Ethnien lebten auch Georgier, Armenier und Zoroastrier hier. 
Nach Angriffen wie im April 711 durch den arabischen Feldherrn Tāriq ibn Ziyād mit Tausenden von Berbern auf das spanische Festland an der Meerenge von Gibraltar siedelten sich dort auch einige spanische Völker an.

## Verkehr

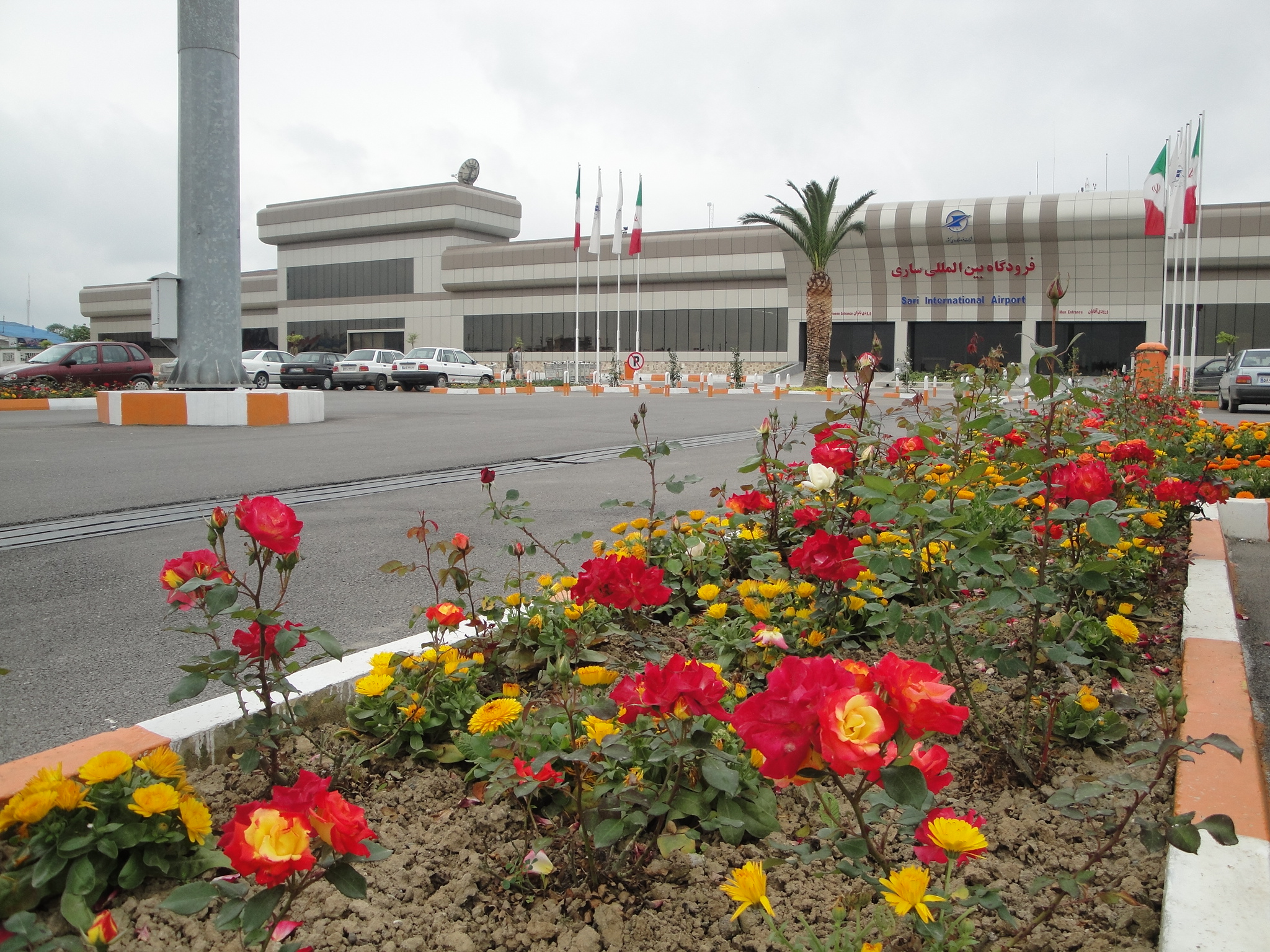
Flughafen Sari

Die Stadt besitzt einen Bahnhof an der Transiranischen Eisenbahn. Es existiert außerdem der internationale Flughafen Sāri, über den nationale und internationale Ziele angeflogen werden.

## Söhne und Töchter
- Abbas Dabbaghi (* 1987), Ringer
- Ramin Rezaeian (* 1990), Fußballspieler
- Danial Esmaeilifar (* 1993), Fußballspieler
- Negah Amiri (* 1993), Stand-up-Comedienne und Moderatorin, lebte bis zu ihrem 11. Lebensjahr in Sari